# Alfred Kunze, Továrna na stroje a osobní automobily
Alfred Kunze, Továrna na stroje a osobní automobily war ein tschechoslowakischer Hersteller von Automobilen.

## Unternehmensgeschichte
Das Unternehmen aus Růžodol bei Liberec (Reichenberg) war als Maschinenfabrik, als Reparaturwerkstatt sowie im Kraftwagenbau aktiv. 1925 begann die Produktion von Automobilen. Der Markenname lautete AKA. Im gleichen Jahr endete die Produktion.

## Fahrzeuge
Das Unternehmen stellte einige Personenkraftwagen und Lastkraftwagen her.